# Jako jed
Jako jed je český barevný film režiséra Víta Olmera z roku 1985 na motivy knihy Karla Zídka vyrobený ve Filmovém studiu Barrandov.
Muže „v nejlepších letech“ (hraje Zdeněk Svěrák) upoutá na pracovišti nová mladá zaměstnankyně (hraje Ivona Krajčovičová). Jejich vztah však brzy začne ohrožovat jeho manželství i postavení v podniku.

## Herecké obsazení
| Zdeněk Svěrák       | Ing. Pavel Hnyk            |
| Ivona Krajčovičová  | Julka Tomčányová           |
| Libuše Švormová     | Alice, Hnykova manželka    |
| Václav Švorc        | ředitel Zounek             |
| Laďka Kozderková    | Vlasta, Hnykova milenka    |
| František Husák     | Stanislav Gelner           |
| František Řehák     | náměstek Jaroslav Hůla     |
| Vlado Durdík ml.    | Ing. Tomčány, manžel Julky |
| Dana Balounová      | Olšovská                   |
| Věra Tichánková     | Volrábová                  |
| Gabriela Wilhelmová | Martička Krásová           |
| Jaromíra Mílová     | Vendulka                   |
| Anna Ferencová      | sekretářka                 |
| Karel Smyczek       | Rokos                      |
| Boris Halmi         | Pivoda                     |
| Jaroslav Someš      | Ing. Slavíček              |
| Jiří Tomek          | Panocha                    |
| Michal Suchánek     | Pavlíček, Hnykův syn       |
| Alice Chrtková      | Dagmar, Hnykova dcera      |
| Vladimír Švabík     | vrátný                     |
| Bedřich Čapek       | ing. Paleček               |
| Gizela Veclová      | matka Tomčányové           |
| Pavel Vondruška     | Obrmajer                   |
| Ján Bzdúch          | stařec                     |
| Marián Gajdoš       | příslušník VB v Košicích   |
| Jiřina Jelenská     | učitelka v mateřské škole  |

## Děj
Ing. Pavel Hnyk pracuje jako vedoucí investičního úseku ve stavebním podniku. Kormidlo jeho stereotypního života se otočí v momentě, kdy je mu představena nová mladá kolegyně ze Slovenska – Julka Tomčányová. Atraktivní brunetka si brzy Hnyka obtočí kolem prstu a ten se do ní bezhlavě zamiluje. Vše začne schůzkami ve vinárnách a pokračuje vzájemným flirtováním i na pracovišti. Dvojice se posléze ani nesnaží svůj vztah skrývat. Hnykova manželka Alice zjistí, že se s jejím mužem něco děje. Navíc se sejde s jeho milenkou Vlastou, která se cítí zhrzena poté, co o ni Pavel ztratí zájem.
Hnykova produktivita v zaměstnání klesá, čehož si všimne jeho nadřízený, náměstek Hůla a snaží se jej varovat. Ale Hnyk už je „ztracen“, nedokáže se soustředit na nic jiného než na Julku. Odmítá i spolupráci s kolegy na jistém zlepšováku ve spojení stavebních panelů. Situace graduje v momentě, kdy se o vztahu Julky s českým kolegou dozví její manžel ing. Tomčány. Toho informuje přímo Hnykova manželka Alice. Tomčány jí slíbí, že to bude řešit diskrétně. Opak je pravdou, Tomčány jde za Hnykem na pracoviště, kde se s ním před zraky zaměstnanců podniku porve.
Pavel Hnyk je odvolán z funkce vedoucího a přeložen, bylo také odhaleno jeho vážné pochybení, které podniku přineslo finanční ztráty. Přesto se Hnyk s Tomčányovou stýká dál. Dochází mu peníze a tak prodá automobil bez vědomí své ženy. Také jí vezme tajně zlatý náramek, aby jej mohl zpeněžit. Julka dostala měsíční dovolenou plus neplacené volno. Ing. Hnyk zaslechne ženské v kanceláři bavit se o Tomčányové. Jedna z nich ostatním prozradí adresu jejího bydliště v Košicích (ulice Tri hôrky 3). Hnyk dlouho neváhá a vydává se nočním vlakem za svou láskou. Do Košic dorazí časně ráno. Usne na lavičce a později ho vzbudí příslušník VB. Hnyk se ho zeptá, kudy se dostane na ulici Tri hôrky, příslušník mu ochotně odpoví. Na adrese ovšem Julku nenajde, zato jej zde počastuje maďarskými nadávkami její matka. Situace není ztracená, za 10 Kčs mu poradí malý klučina, kam má jít. Hnyk Julku nalezne v jedné místní krčmě, odkud spolu odejdou. Julka zařídí od přítele půjčení chaty, kde se svým pražským milencem stráví dva dny. Poté se Hnyk vrací domů. Před odjezdem se jí zeptá, jestli by s ním zůstala, kdyby se rozvedl.
V podniku je obviněn, že v Košicích prodal zlepšovák, který na svém pracovišti okopíroval. Je propuštěn. Oznámí Alici, že se s ní chce rozvést. Ta na sobě nenechá znát nejmenší stopu nervozity a v klidu mu vyjmenuje všechna obvinění, kvůli nimž mu hrozí soudní stíhání. Nabízí mu pomoc, její známý jej z toho může dostat. Zároveň si však klade tvrdé podmínky. Hnyk rezignuje.
Později se přijde podívat na pohřeb svého bývalého kolegy ing. Palečka, který díky podnikové rošádě po něm převzal investiční resort v době, kdy byl Hnyk degradován. Mladá bývalá spolupracovnice, která se s ním jako jedna z mála ještě baví mu řekne, kde teď Julka pracuje. Hnyk na ni čeká před jejím novým pracovištěm a jde vidět, jak je nervózní. Tomčányová vychází s kolegyněmi z budovy a jde se s Pavlem pozdravit. Ten jí chce něco říci, ale ona neposlouchá nebo už nechce nic slyšet a odbíhá za svými přítelkyněmi. Kolem Hnyka procházejí děti ze školky a vesele se smějí, zatímco on je zdrcený. Otáčí se a odchází podél vysoké betonové zdi pryč.

## Citáty
„U nás na Slovensku má každý poriadny chlap pri sebe nôž. Aj s vývrtkou. Ako môžete takto žiť.“ (Julka Tomčányová k Pavlovi Hnykovi)
„Dyť my ani nežijeme, my tady bez nožů jen tak živoříme.“ (Hnykova odpověď)
„Prosímtě Dagmaro, vypni to, vždyť to není možný.“ (rozladěný Hnyk reaguje na hlasitou hudbu z kazetofonu poté, co se snaží vystřízlivět z opilosti)
„A to druhý taky vypni.“ (dovětek ke komentářům jeho manželky Alice)

## Zákulisí natáčení
Snímek Jako jed byl druhým filmem (tím prvním byl film Co je vám, doktore? z roku 1984), ve kterém Zdeněk Svěrák působil pod dvojicí Vít Olmer (režisér) a Ota Kopřiva (kameraman). Svěrák se považoval spíše za neherce (divadelní představení o Járovi Cimrmanovi do herectví nezahrnoval) a ve filmu dostal pro svou roli velkou volnost. Nemusel se ohlížet na kameru, Ota Kopřiva natáčel záběry z různých pozic, aniž by herce nějak instruoval. Výsledkem byla zachycená přirozenost Zdeňka Svěráka, který k tomu podotýká, že se v tomto a předchozím filmu Co je vám, doktore? učil hrát. Také měl dovoleno upravovat si scénář podle svého, čehož Svěrák využíval.
Zdeněk Svěrák (představitel ing. Pavla Hnyka ve filmu) poznamenává, že při dotočné v Košicích v hotelu Slovan vzpomínali zúčastnění herci a členové filmového štábu na dětství a na školu. Vít Olmer požádal Zdenka Svěráka, aby napsal film o škole. Tak vznikl scénář k filmu Obecná škola, který však Olmer nakonec nepřijal (točil místo toho film Tankový prapor). Film pak natočil Zdenkův syn Jan Svěrák.
Libuše Švormová (ve filmu hraje Hnykovu manželku Alici) podotýká, že plachá přirozenost Zdenka Svěráka je tím, co dodává filmu kouzlo. Potvrzuje, že herci měli dovoleno si upravovat text, což dělal především Zdeněk Svěrák nejen u své postavy, ale i pro druhé. Jeho úpravy většinou ještě scénky vyšperkovaly a posunuly komiku o kousek dál. Libuše Švormová improvizovala společně s Laďkou Kozderkovou (hrála zhrzenou Hnykovu milenku Vlastu) např. ve scéně, kdy se sejdou v kavárně a tématem jejich rozhovoru je Pavel Hnyk.
Libuše Švormová si spolupráci s režisérem Vítem Olmerem chválila, bylo jí líto, že to byla jejich poslední spolupráce. Také ji mrzí, že to byla poslední spolupráce s herečkou Laďkou Kozderkovou, která podle ní byla velmi citlivá (Kozderková zemřela krátce po premiéře filmu v roce 1986). Libuše Švormová film charakterizuje jako smutný a nostalgický, řadí jej do kategorie filmů, které si dlouho uchovají určitou výpovědní hodnotu.
Vít Olmer (režisér) osvětluje, že postavu Pavla Hnyka měl hrát Jiří Menzel, nicméně vedení Barrandova odmítlo spojení Jiří Menzel (herec), Antonín Máša (autor) a Vít Olmer (režisér). Týden před natáčením dostal Olmer příkaz Jiřího Menzela v hlavní roli nahradit někým jiným. Jiří Menzel sám požádal Zdeňka Svěráka, jestli by roli nepřijal. Na Slovensku se konal konkurz pro film, ale herečka Ivona Krajčovičová byla pro roli Julky Tomčányové jasnou favoritkou a nakonec ji získala. Hrála s černou parukou, aby působila více „ohnivě“ (herečka je blondýna). Zdeněk Svěrák se do Krajčovičové skutečně zamiloval, což v závěru natáčení působilo komplikace.
Natáčelo se v lokalitě na Malé Straně v Praze – v objektu bývalého geologického ústavu a na Slovensku v Košicích. Vít Olmer vyzdvihuje přínos Oty Kopřivy, byl to podle něj velmi talentovaný kameraman (mimo to i dramaturg), jenž se nebál některých inovativních prvků. Jejich spolupráce trvala do doby, než Kopřiva ve svých 40 letech zemřel na rakovinu.
Když se film promítal v kinech, měl průměrný ohlas. Vít Olmer film vzal s sebou na stáž do USA, kde se promítal v úzkém okruhu filmařů, novinářů atd. Zde se líbil. Rádio Hlas Ameriky pak odvysílalo zprávu, že film Jako jed zaznamenal v USA úspěch, což byla pro něj obrovská reklama a lidé se začali hrnout do kin. Na Žižkově byly při návalu dokonce vyraženy vstupní dveře biografu.